# Горкино (станция)
Горкино — узловая железнодорожная станция Ярославского региона Северной железной дороги, находящаяся в одноименной деревне Каминского сельского поселения Родниковского района Ивановской области.
Железнодорожная станция имеет две низких посадочных платформы: одну боковую и одну островную. Есть здание вокзала, железнодорожная касса, турникетами не оборудована.

## Деятельность
Станция открыта для выполнения следующих операций: прием и выдача грузов повагонными и мелкими отправками, загружаемых целыми вагонами, только на подъездных путях и местах необщего пользования, посадка и высадка пассажиров на (из) поезда пригородного и местного сообщения. Прием и выдача багажа не производятся.

От станции отходит тупиковая линия на Родники и далее на Хлябово (на участке Родники — Хлябово разобрана).